# Feu du soleil
Shirō Yoshida (吉田 四郎, Yoshida Shirō), alias Feu du soleil (« Sunfire » en VO) est un super-héros évoluant dans l'univers Marvel de la maison d'édition Marvel Comics. Créé par le scénarise Roy Thomas et le dessinateur Don Heck, le personnage de fiction apparaît pour la première fois dans le comic book X-Men (vol. 1) #64 en janvier 1970.
D'origine japonaise, il a fait partie de l'équipe des X-Men après les avoir combattus.
Personnage arrogant et fougueux, Feu du soleil possède des pouvoirs mutants qui lui permettent de voler et de générer des éclairs de plasma. Très indépendant, il n'a fait partie de l'équipe des X-Men que pour un temps limité et n'a gardé que peu de relations avec ses coéquipiers.
À la suite d'une mésaventure au Japon, Feu du soleil se retrouva amputé des deux jambes. Ne voulant pas continuer à vivre de cette manière il demanda à Malicia d'absorber ses pouvoirs jusqu'à la mort. Le résultat fut tel que Malicia possède désormais en permanence les pouvoirs et la personnalité de Feu du soleil en elle. Il fut ensuite un des cavaliers d'Apocalypse.
Sunfire est aussi le nom d'un personnage de l'univers Marvel parallèle des Exilés.

## Historique de la publication et biographie du personnage
La mère de Shiro Yoshida et de sa sœur Leyu ont souffert des radiations de la bombe atomique lancée sur Hiroshima au Japon le 6 août 1945 vers la fin de la Seconde Guerre mondiale.En conséquence, Shiro et Leyu sont mutantes et possèdent le même pouvoir.
Feu du Soleil apparaît pour la première fois dans la série originale des X-Men, à l'époque où les contaminations radioactives sont la principale explication des mutations des personnages. L'explication génétique est depuis plus commune.
Shiro ne ressent que de la haine pour les États-Unis, responsables de la souffrance de sa mère et de la mutation de sa sœur et lui, malgré l'influence de leur père, un diplomate. C'est son oncle Tomo qui inspire l'idée à Shiro de prendre l'identité de Feu du soleil pour attaquer les États-Unis. Il se lance à l'assaut du Capitole de Washington et combat les X-Men. Plus tard, il assiste au meurtre de son père par Tomo. Shiro le tue à son tour et se rend aux X-Men. Le Professeur Xavier, mentor de l'équipe des jeunes mutants, l'autorise à retourner au Japon.
Quelques mois plus tard, Xavier propose à Shiro de se joindre à la nouvelle équipe de X-Men qu'il recrute pour sauver l'ancienne de l'île vivante de Krakoa. Feu du soleil participe à l'expédition mais quitte l'équipe quelque temps plus tard.
Feu du soleil apparaît sporadiquement dans les aventures de l'univers Marvel. De temps à autre, son tempérament l'amène à affronter des héros comme Iron Man, Malicia ou Wolverine.
En 1998, Marvel publie une mini-série intitulée Sunfire and Big Hero Six dans une courte tentative d'imposer une équipe de super-héros japonais menée par Feu du soleil.
Vers 2000, on l'a vu faire partie d'une deuxième version de la Division Alpha, ses pouvoirs le détruisant à petit feu…
Il a disparu de la circulation pendant quelques années, jusqu'à une aventure tragique en compagnie de Malicia où il eut les jambes tranchées par Lady Deathstrike. En convalescence au Japon, il fut approché par Apocalypse qui en fit un de ses Quatre nouveaux cavaliers : Famine. Mais il reprit le contrôle de ses pensées et se libéra de son maître. Il disparut, en compagnie de Gambit.
On revit le duo allié aux Maraudeurs attaquant Cable sur Providence, et les X-Men.
Il rejoindra plus tard les Uncanny Avengers.

## Pouvoirs et capacités
Shiro Yoshida est un mutant. Ses pouvoirs comprennent principalement la capacité de générer et projeter des rayons de feu solaire (plasma). Il ne craint pas son propre pouvoir et peut utiliser son plasma autour de son corps pour former un bouclier.
En complément de ses pouvoirs, il maîtrise les arts martiaux japonais traditionnels tels que le karaté et le kendo. Il connaît par ailleurs bien l’histoire et les coutumes des samouraïs (comme le bushido). Il parle le japonais, sa langue maternelle, et l’anglais.
- Feu du soleil est capable d'ioniser la matière et de la transformer en rafales de plasma brûlant, générant ainsi des températures très élevées (jusqu'à 1 million de degrés Fahrenheit[1], soit environ 555 000 °C), qu’il projette le plus souvent sous la forme de rafales de ses mains[1].
- Il peut voler dans les airs en créant des courants d’air chaud, ce qui laisse derrière lui une traînée de flammes[1].
- Quand il utilise ses pouvoirs, il génère un champ de force invisible le protégeant de la chaleur, des flammes et des radiations engendrées par ses propres pouvoirs (ou des sources extérieures). Ce champ de force le protège aussi de la friction de l’air et de la lumière générée par son plasma. De même, il le rend résistant aux dommages jusqu’à un certain niveau d'impacts cinétiques[1].
- Il peut aussi absorber l'énergie solaire ou les radiations électromagnétiques pour accroître sa puissance.
- Il peut détecter les objets grâce la chaleur qu'ils émettent.
- À l'époque où il était devenu le cavalier Famine, il pouvait émettre un flash de lumière qui brouillait les récepteurs visuels de ses ennemis, leur occasionnant une impression de faim dévorante[1].

Par le passé, il possédait une armure capable d’absorber l’énergie solaire, ce qui lui permettait d’améliorer l’efficacité de ses pouvoirs, la précision de ses rafales, sa vitesse et sa manœuvrabilité en vol.

## Entourage

### Liens avec le clan Yashida
Shiro Yoshida est le cousin de l'ancienne fiancée de Wolverine, Mariko Yashida, et de son frère Kenuichio Harada, alias le Samouraï d'argent. Les noms de « Yashida » et « Yoshida » s'écrivent différemment mais correspondent à la même famille. Bien que lors de la première apparition de Feu du soleil, celui-ci se nomme Shiro Yoshida, son nom s'écrit ensuite Yashida lorsque sa cousine Mariko apparaît. Il s'agit peut-être d'une erreur bien que cela puisse aussi être une translittération différente du même nom japonais.

### Sunpyre
Leyu Yoshida, sœur de Shiro, possède les mêmes pouvoirs que lui. Elle rejoint également les X-Men pour des missions ponctuelles dans Uncanny X-Men #392-393 et X-Men #112-113 sous le nom de Sunpyre. Elle meurt alors qu'elle combat au côté du Hurleur et de son équipe X-Corps.
La « Sunpyre » qui reprend la place de Feu du Soleil au sein de Big Hero 6 est issue d'une réalité alternative.

## Version alternative
Dans le monde alternatif de la série Exilés, existe un autre Sunfire, une femme nommée Mariko Yoshida.
Elle possède les mêmes pouvoirs que le Feu du soleil de l'univers classique. Bien qu'elle ait une courte aventure avec Morph, elle est en fait lesbienne et vit même une relation avec Mary Jane Watson, Spider-Woman dans cet univers.
Elle meurt dans la bataille opposant l'équipe des Exilés à leur chef Mimic contaminé par une reine Brood.

## Apparition dans d'autres médias

### Télévision
- 1981 : Spider-Man et ses amis extraordinaires (série d'animation)